# Operazione Drop Kick
La Operazione Drop Kick (in inglese operation Drop Kick) era un progetto militare segreto condotto tra l'aprile e il novembre 1956 dal U.S. Army Chemical Corps per sperimentare e valutare la possibilità di impiegare insetti per trasmettere in qualche modo agenti di guerra batteriologica e guerra entomologica.
Lo U.S. Chemical Corps diffuse femmine di zanzare in un'area residenziale cooperativa di Savannah in Georgia e poi cercò di calcolare quanti insetti erano entrati nelle case e quanti avevano punto le persone; entro un giorno le zanzare punsero la maggior parte della popolazione. Nel 1959 il Chemical Corps diffuse oltre 600.000 zanzare ad Avon Park, in Florida.
Queste operazioni sperimentali dimostrarono che le zanzare avrebbero potuto essere diffuse per mezzo di vari sistemi di erogazione.

## Nei media
Nel 1964 nel film di Stanley Kubrick Il dottor Stranamore - Ovvero: come ho imparato a non preoccuparmi e ad amare la bomba si fa riferimento ad una fantomatica "operazione Drop Kick" ma si parla della missione di volo dei bombardieri nucleari Boeing B-52 Stratofortress dello psicopatico generale Jack D. Ripper
.